# わたしのすきなひと
『わたしのすきなひと』は、CLAMPによる日本のアンソロジーコミック。全12話。『ヤングロゼ』（角川書店）にて1993年12月号から1995年6月号にかけて休載を挟みながら連載され、1995年に同社からヤングロゼコミックスDXのレーベルで単行本が発売された。

## 概要
各話7ページの読みきりコミックとショートエッセイという構成で、コミックの原作とエッセイは大川七瀬、コミックの作画は猫井椿が担当している。
なお、単行本収録に際し、収録順が一部変更されている。

## 収録作品
SCENE 1 ちがう
1週間前に彼とケンカをした主人公は、その日普段と「違う」自分になるため、お稽古事でしか着たことのない着物姿で、公園で待ち合わせていた。そして彼の方も普段のジーンズではなくスーツ姿で現れる。
SCENE 2 かわいい
19年間、いろんな場所で使われる「かわいい」という言葉の定義が曖昧だとその言葉を信用できずにいた主人公は、社交辞令だと思って常に聞き流してきた。しかし最近になって彼が自分を「かわいい」という時だけどきどきすることに気がつく。
SCENE 3 あいたい
漫画家の彼をもつ主人公は、ほとんど連絡が取れず会いたいときに会えない彼に、禁断の一言「仕事と私とどっちが大事？」を言いそうになる寂しい日々を送っていた。しかし、そんな晩、締め切りを翌日に控えた彼が「どうしても会いたくなった」と編集を撒いてまで彼女の部屋を訪れる。
SCENE 4 としした
OLとして働く傍ら実家のパン屋も手伝っている主人公は、年上であることを理由に2ヶ月前に失恋したばかり。そんな彼女は実家ではケーキも作っているため学生バイトと共に大忙しのクリスマス、バイト生最年少の高校生に告白される。
SCENE 5 とつぜん
デザイン事務所勤務の主人公は、無口・無愛想な上司を少々苦手にしていた。しかし、忙しさのあまり自分が校正したCDのジャケットにスペルミスを見つけパニックを起こした彼女を叱咤し、プロとしての責任感を見せた上司を好きになったことを自覚する。
SCENE 6 いっしょに
幼稚園の頃、主人公があるきっかけで一目ぼれしたクラスメイトの男の子はハーモニカが得意だった。それ以来ハーモニカが好きになった主人公は、彼が恋人となった今も、「好き」な人の「好き」なものを「好き」になることは無理をしているわけではなく、素敵なことだと思う。
SCENE 7 きれい
「きれいに見られたい」と、大切なデートの日に着て行く物を前日に2時間かけて選び、きちんと準備していた主人公は、当日降り出した雨に動揺し、急遽服を選びなおして出かけるが、30分も待ち合わせに遅刻してしまう。しかし「今までで一番不細工」だと思い落ち込んでいたその服装を彼に褒められ、浮上するのだった。
SCENE 8 ふあん
主人公は彼に「もういらない」と言われたらと不安なあまり、毎夜似たような夢を見ていた。そんなある日、彼の家を訪れた主人公は合鍵で鍵を開けたはずなのに玄関が開かず、「夢が正夢になった？」と思ってしまう。だが実際は、先週に鍵を一つ増やしただけだった。
SCENE 9 ゆうき
塾講師に恋をしている高校生の主人公は何度か映画デートを重ねたものの、全て自分から誘っているため、相手の思いの在り処が分からずにいた。ずっと告白する勇気を出せないでいた彼女だが、バレンタインデーにチョコとセーターを用意して待ち合わせ、決死の思いで告白する。
SCENE 10 ふつう
会社のお花見で知り合った彼と付き合って2年が経つ主人公は、誕生日にプロポーズされたものの、「結婚したい」というのがどういう感情なのかわからずにいた。だが、自分の料理をおいしそうに食べる彼の姿を見て、「ずっとご飯を作ってあげたい」と思い、それでいいのだと気づく。
SCENE 11 はなれる
家族の都合で転校した彼と遠距離恋愛中の高校生である主人公は、「住んでいる距離と心の距離が比例している」という説に不安を感じていた。そのため最後に会った3ヶ月前の約束どおり待ち合わせ場所で待っていても暗い気分になっていたのだが、電車の事故に巻き込まれた彼が全速力で走ってきたことで、その不安は杞憂であったことを知る。
SCENE 12 けっこん
結婚式当日になって「自分が変わってしまうかもしれない」という不安に襲われた主人公。だが、その不安を拭い去ったのは新郎たる相手の「結婚後は結婚後にしか出来ないことをすればいい」という言葉だった。

## 書誌情報
CLAMP 『わたしのすきなひと』 角川書店〈ヤングロゼコミックスDX〉 1995年7月発行、ISBN 4-04-852585-9。